# Зубцов
Зубцов (на руски: Зубцов) е град в Русия, административен център на Зубцовски район, Тверска област. Населението на града към 1 януари 2018 е 6300 души.